# 卡爾 (符騰堡-貝恩施塔特公爵)

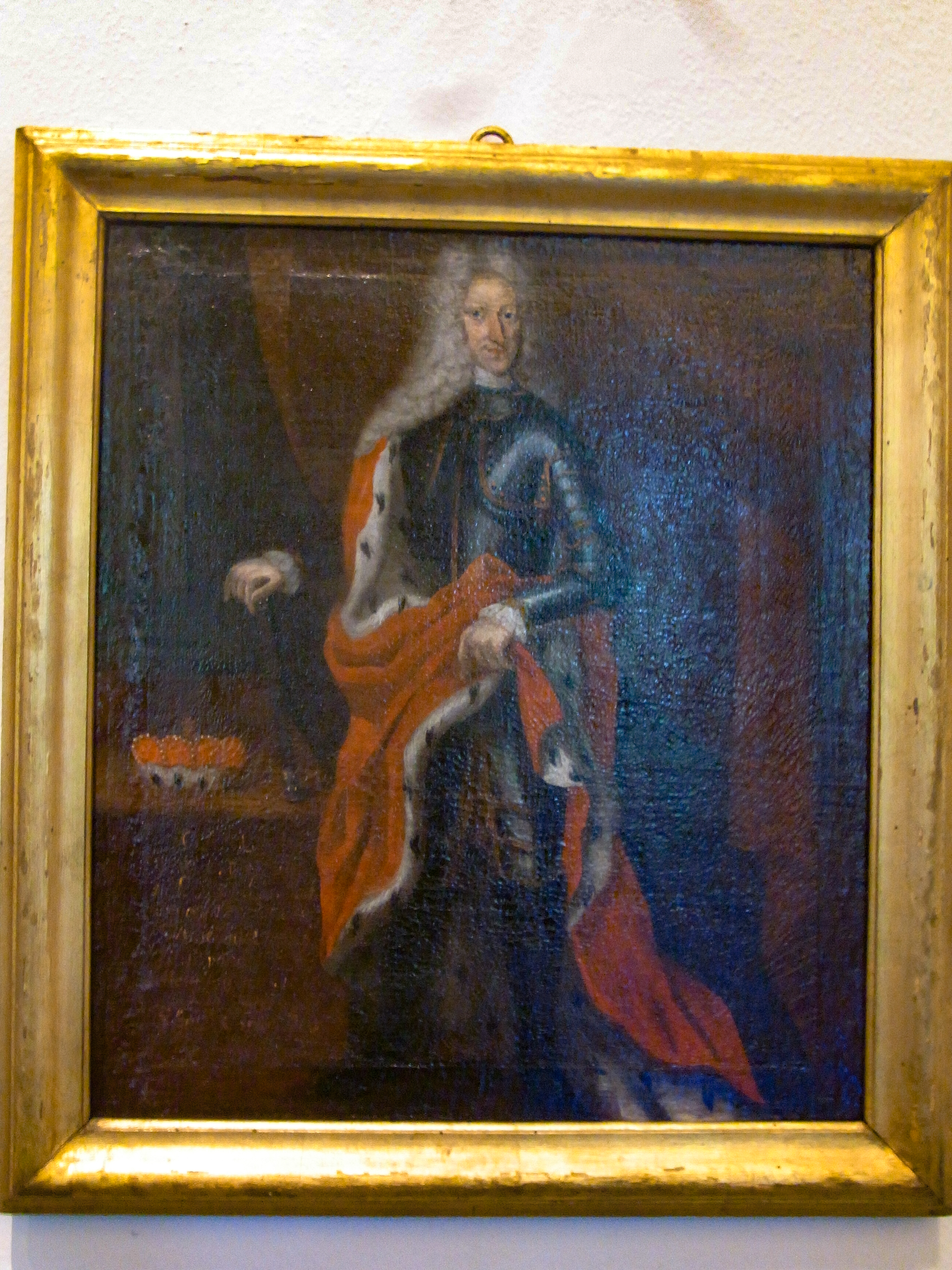
卡爾

卡爾（德語：Karl von Württemberg-Bernstadt，1682年3月11日—1745年2月8日），貝恩施塔特公爵，尤利烏斯·西格蒙德之子。
1703年，卡爾和薩克森-邁寧根公爵伯恩哈德一世的女兒威廉明妮·路易絲結婚，兩人沒有子女。1745年卡爾去世，領地由堂姪卡爾·克里斯蒂安·埃爾德曼繼承。